# Henry Armstrong
 For alternative betydninger, se Henry Armstrong (flertydig). (Se også artikler, som begynder med Henry Armstrong)
Henry Melody Jackson Jr. (12. december 1912 – 22. oktober 1988 eller Henry Armstrong) var en amerikansk bokser. Han blev født i Columbus i Mississippi.
Armstrong bliver sammen med boksere som Sugar Ray Robinson og Muhammad Ali regnet for de allerbedste professionelle boksere uanset vægtklasse.
Sjældent ser man en all-time ranking uden at Armstrong er med øverst. Næsten ingen boksere målt på antallet af meritter kan måle sig med Armstrong. Hans præstationer har fået en nærmest mystisk status. Han er den eneste bokser gennem tiderne, som har været VM-mester i tre vægtklasser på samme tid. Dengang var der otte vægtklasser (i dag er der 17). Der var flere boksere, og der var kun en titel i hver vægtklasse. Det gør Armstrongs præstationer imponerende. Armstrong har rekorden for at have forsvaret sin weltervægtstitel flest gange: 19 gange. Han blev kåret til Fighter of the year af Ring Magazine i 1937. Hans reckliste for det år var 27-0, 26 på KO. I løbet af karrieren mødte Armstrong 47 modstandere, som har været rangeret blandt de 10 bedste i verden.

## Biografi

### Liv inden boksning
Henry Armstrong var søn af Henry Jackson og blev født i Columbus i Mississippi. På grund af stadig chikane og racisme (som der ofte var i Sydstaterne i begyndelsen af det 20. århundrede) blev familien tvunget til nærmest at leve en nomade tilværelse. Familien flyttede derhen, hvor Henrys forældre kunne få arbejde. Til sidst endte familien Jackson med at bo i St. Louis i Mississippi, en by som altid har haft stærke  boksetraditioner. Det var her, at den unge Henry opdagede, at han havde et unikt boksertalent. Det er ukendt hvilket år Henry boksede sin første amatørkamp, da der ikke eksister et pålideligt register for stævner i amatørboksning på den tid. Men det er klart, at han efter nogle få kampe fik sin professionelle debut under navnet Melody Jackson. Efter nogle få kampe pakkede Henrys familie nok en gang og flyttede til Los Angeles i Californien. Det lykkedes ingen at fange Henry i at genoptage sin karriere som amatørbokser, under det senere officielle navn: Henry Armstrong.

## Karriere

### Amatørkarriere
Armstrong havde en flot amatørkarriere og slog sig til tops på alle amatørbokse-rangeringer i fjervægtsklassen. Han havde vundet 85 amatørkampe i træk, da han overraskende nok tabte i kvalificeringen til OL i 1932. Da han trængte til penge for at kunne forsørge sin familie, debuterede han endnu en gang som professionel bokser. Armstrongs professionelle karriere fik en lidt vaklende start, da han tabte sine to første kampe: Han havde tidligere tabt en professionel kamp, da han kæmpede som Melody Jackson, så man kan jo tænke sig at han havde lyst til bare at give op før han kom i gang. Farvede boksere var ikke velansete i 1930'erne, og hvis de ikke vandt, blev de opfattet som et tegn på at farvede sportsfolk ikke var meget værd. Men det gik bedre efterhånden som Armstrong fandt sig mere til rette med den professionel stil.

### Professionel karriere
I november 1934 blev Armstrong matchet mod sin første modstander, som var rangeret i top-10, mexicaneren Baby Arizmendi i Mexico. Selv om Armstrong tabte på point, gjorde han en god figur, og der blev arrangeret en returmatch. Den 2. januar 1935 mødtes de to igen, og resultatet forblev det samme, Armstrong tabte på point. En måned senere kom Armstrong ud for en ny nedtur, han blev diskvalificeret i 4. runde mod en anden mexicaner, Rodolfo Casanova, også denne gang i Mexico city. Der vides ikke meget om kampen, og vi ved ikke engang, hvorfor Armstrong blev diskvalificeret. Imidlertid ved vi, at boksere flere gange er blevet bortdømt mod mexicanere i Mexico, specielt på den tid, da kamplederen var den eneste dommer. Det var ikke usædvanligt, at en dommer gav hjemmebokseren sejren for at undgå ballade, optøjer m.m. Når man ser på hvad, Armstrong nåede i sin karriere sammenlignet med Casanova, er det troligt, at Armstrong var i færd med at vinde, og at dommeren stoppede kampen og hævdede at Armstrong slog for lavt, gav en skalle, mm. bare for at undgå ballade.

### Swarmer
Hjemme i USA fortsatte Armstrong med at besejre sine modstandere. Han havde udvikler sig til at blive en swarmer, dvs. en bokser som besejrere sine modstandere i et højt tempo og nærmest kontinuerlige slagserier. Meget få boksere med denne swarmerstil klarede sig i særlig mange runder, da det kræver en helt enorm udholdenhed og kondition. Årsagen til, at Armstrong klarede sig så godt, kan ligge i, at han havde en genfejl. Medicinske undersøgelser afslørede, at han havde en langt lavere hvilepuls end gennemsnittet for toptrænede sportsfolk. Armstrong havde en meget høj grænse for, hvor meget han kunne udholde.
Efter hver kamp fandt Armstrong sig bedre og bedre tilrette i ringen, og den ene top-10 fjervægter efter den anden faldt: Midget Wolgast, Bobby Leyvas, Alton Black, Mike Belloise (2 gange), Tony Chavez og Pete DeGrasse. Ingen klarede at holde hans tempo. De som klarede sig tabte på point. En ekstra tilfredsstillelse for Armstrong var, at hans to mexicanske rivaler, Baby Arizmendi og Rodolfo Casanova, var blandt hans ofre. Casanova blev besejret nu i tre omgange!

### VM-titlen
I oktober 1937 var Armstrong klar til at udfordre den regerende fjervægtsmester Petey Sarron om VM-titlen. Efter seks omgange stod Armstrong igen som den nykronede konge over alle verdens fjervægtere.
I 1930'erne var det ikke normalt at sætte en VM-titel på spil i en kamp med mindre det var en superfight. Så i stedet for at malke sin titel mod uværdige modstandere i non-title matches, insisterede Armstrong på at møde de bedste modstandere selv i ikke-titel kampe. Top 10-rangerede Billy Beauhuld holdt i fem runder. Tony Chavez, som var 1-1 mod Armstrong fra deres tidligere møder, blev reduceret til ingenting, da han gik i gulvet syv gange i første runde, før dommeren stoppede kampen. Eks-mesteren Albert Chalky Wright, som selv var en legende, måtte give op efter 3 runder, det samme gjorde top-10 rangerede Everett Rightmire. I tillæg mødte han Baby Arizmendi for 4. gang og justerede stillingen mellem dem til 2-2.

### Den nye vægtklasse
Armstrong havde nu gjort rent bord i hele fjervægtklassen: der var ikke længere nogen værdige modstander, som kunne sætte ham på prøve. Han bestemte, at det eneste rigtige var ikke at at gå én vægtklasse op, men to – til weltervægtsklassen og udfordre VM-mesteren Barney Ross. 
I maj 1938 mødtes de to VM-mestre i henholdsvis fjervægt og weltervægt. Efter det, som regnes som en klassiker af en kamp, vandt Armstrong en pointsejr efter 15 runder. 10 uger senere gik Armstrong ned i letvægtklassen og tog titlen fra Lou Ambers. Armstrong var nu VM-mester i både vægtklasserne fjervægt, letvægt og weltervægt. Både Barney Ross og Lou Ambers regnes som store mestre og er i boksningens Hall of Fame. De var på ingen måde flash in the pan: mestre som var var tilfældet da Roy Jones gik op i sværvægt og slog John Ruiz i 2003.

### Indehaver af tre titler
Selv om han nu havde tre titler, koncentrerede Armstrong sig mest om weltervægtstitlen, da de kampe var de mest lukrative. Som sædvanlig insisterede Armstrong på at få de bedste modstandere: Ceferino Garcia, Davey Day, Ernie Roderick og et sidste principielt møde med Arizmendi for at ende deres 5-kamp-serie med 3-2.

### Tab af titler og nye vægtklasser
Efter at have kæmpet flere kampe i træk i weltervægtsklassen, fik Armstrong problemer med at klare vægtgrænsen, da han skulle forsvare letvægtstitlen i returkampen mod Lou Ambers. Dehydreret og tappet for kræfter klarede han ikke  og tabte sin letvægtstitlen via en 15 runders pointafgørelse. Efter alle de problemer han havde med at klare letvægtsgrænsen, indså Armstrong at det ikke ville være forsøget værd at prøve at forsvare sin fjervægtstitel. Han valgte i stedet for at give den fra sig. I stedet for at forsøge sig igen mod Ross, begyndte han at se mod endnu tungere vægtklasser. En tidligere modstander Ceferino Garcia var nu VM-mester i mellemvægt, og Armstrong mente at han havde gode chancer. I marts 1940 mødtes de to i Los Angeles og kæmpede en meget jævn kamp, som blev dømt uafgjort af pointdommerne. Det betød at Garcia beholdt sin titel. Armstrong var derfor tæt på at blive kronet til VM-mester i sin 4. vægtklasse.

### Slutningen på karrieren
Armstrong gik tilbage til weltervægtsklassen og forsvarede sin titel fire gange til, før han overraskende tabte titlen via point til Fritzie Zivic. Da de to mødtes til returkampen tre måneder senere, blev Armstrong overraskende slået ud i 12. runde. Armstrong bestemte sig for at holde pause efter flere hektiske år med mange hårde kampe. I juni 1942 gjorde han comeback efter 17 måneder fra ringen. Alting så næsten ud, som de gjorde før han slog Richard Rangel i løbet af 10 runder, men i sin næste kamp gik han mod ukendte Reuben Shank. Alligevel fortsatte han mod mere eller mindre ukendte modstandere i 7 kampe til før han slog top-10 rangerede Juan Zurita og fik en viss revanche mod Fritzie, Zivic som i mellemtiden havde tabt titlen til Freddie Cochrane. Selv om Armstrong slog Zivic, var det tydeligt at han ikke var den samme som før. Alle kampene mod verdens bedste boksere var begyndt at slide på ham. Han slog flere top-10 rangerede modstandere i sine sidste år som professionel bokser, men de bedste han mødte, deriblandt Sugar Ray Robinson og Beau Jack var blevet for meget for den trætte bokser.

## Stil og eftermæle
Tilbage i USA fortsatte Armstrong med at besejre sine modstandere. 
I 1945 stoppede Henry Armstrong med en 151-21-9 (101 KO) recliste.
Efter bokserkarrieren havde han alkoholproblemer og drak hele sin formue op. I 1951 kom han ud af sit alkoholproblem og blev baptistpræst.
Henry Armstrong døde den 24. oktober 1988, få uger før sin 76. fødselsdag. Han var blandt de første boksere som kom med i International Boxing Hall of Fame, da den blev etableret i 1990.